# غل و زنجیر

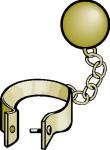
تصویری از غل و زنجیر که در زمان‌های گذشته از آن برای محدود کردن حرکت زندانیان یا… استفاده می‌شده‌است

غل و زنجیر (انگلیسی: Ball and chain) یک ابزار محدودکننده جسمی است که به‌طور تاریخی، از سدهٔ هفدهم تا نیمهٔ سدهٔ بیستم، بر بدن زندانیان قرار می‌گرفت، و ابتدا در امپراتوری بریتانیا و مستعمرات بعدی‌اش به‌کار گرفته می‌شد.